# Sitpach
Sitpach es una localidad ubicada en el municipio de Mérida, en el estado de Yucatán, México. Según el censo de 2020, tiene una población de 2226 habitantes.

## Toponimia
El nombre (Sitpach) significa en maya yucateco sembradío de carrizos. Proviene de sit, que significa carrizo, y pach, que significa sembradío.

## Localización
Sitpach se encuentra al oriente de la autopista que conduce de Mérida a Motul.

## Infraestructura
Entre la infraestructura con la que cuenta se destaca:
- Casa comisarial.
- Campo de béisbol y fútbol.
- Una escuela primaria.
- Iglesia
- Kinder

## Yacimientos arqueológicos
Existen en la comisaría de Sitpach importantes yacimientos arqueológicos de la cultura maya precolombina. Recientemente descubiertos se encuentran Oxmul, Polok Ceh, Cuzam, Chan Much, Nichak, Tzakan y Chankiuik. En ellos se han hallado algunos entierros y ofrendas que aportan datos interesantes sobre el poblamiento por los mayas del norte de la península de Yucatán. Datan los sitios señalados del período Preclásico Terminal (400 a. C. - 200 d. C.). Esta datación, ahora comprobada, refuerza el conocimiento de que la región norte de la península estuvo poblada por el pueblo maya desde el 400 a. C. y no a partir del periodo Clásico (entre el 200 y el 600 d. C.) como se ha creído tradicionalmente y como han sustentado numerosos autores e historiadores de la región.

## Otros puntos de interés
Existe al poniente de la comisaría una hacienda abandonada homónima la cual consta de la casa principal, una capilla y varias construcciones menores.

## Datos históricos
- El 2 de febrero de 1932 por decreto #432 pasa del municipio de Conkal al de Mérida.

## Demografía
Según el censo de 2020 realizado por el INEGI, la población de la localidad es de 2226 habitantes, de los cuales 1129 son hombres y 1097 son mujeres.
| 216                         | 159 | 255 | 324 | 381 | 419 | 553 | 670 | 839 | 1019 | 1155 | 1321 | 1502 | 2226 |
| (Fuente: INEGI [Consultar]) |     |     |     |     |     |     |     |     |      |      |      |      |      |

## Galería

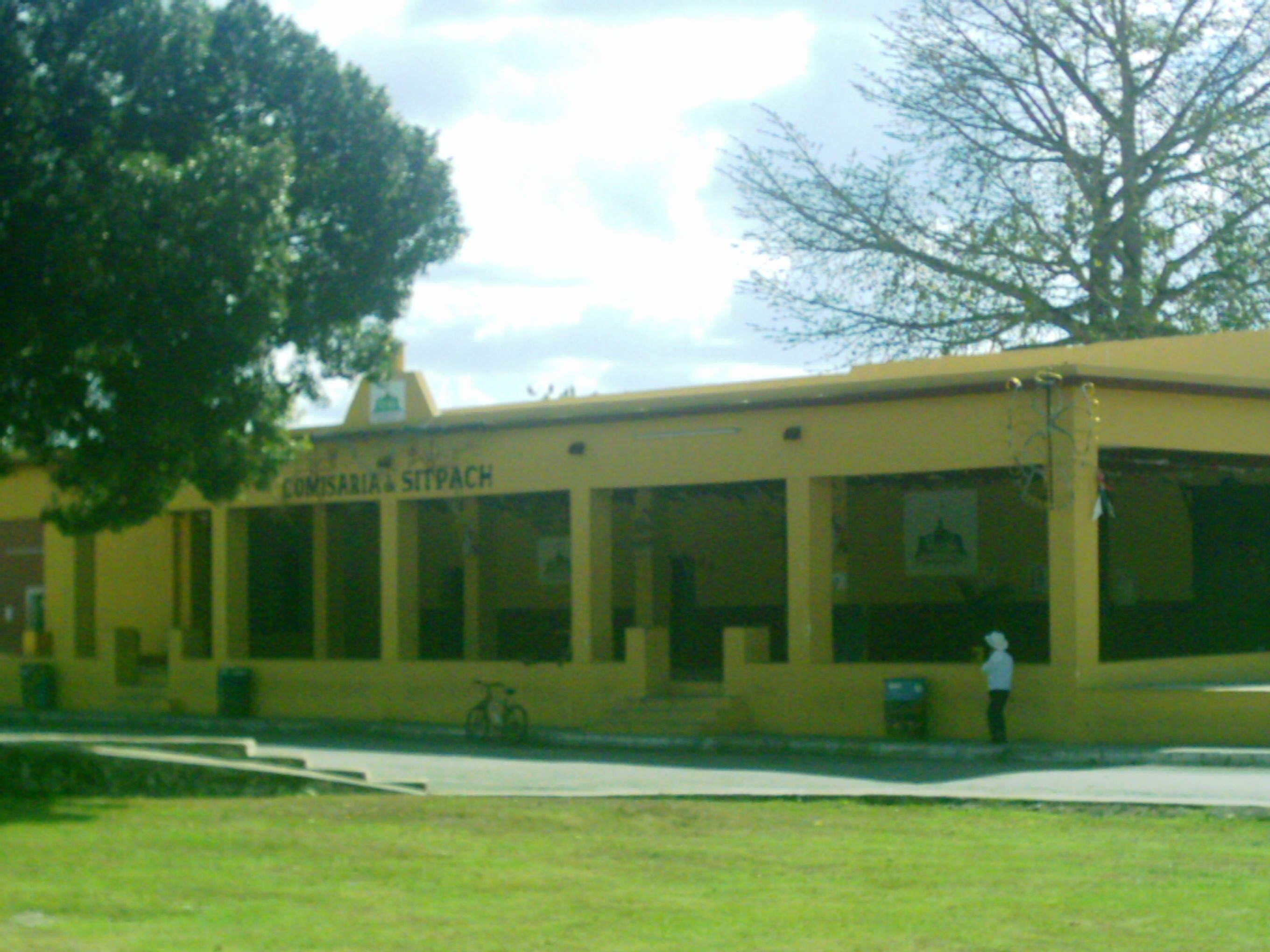
Casa comisarial de Sitpach.
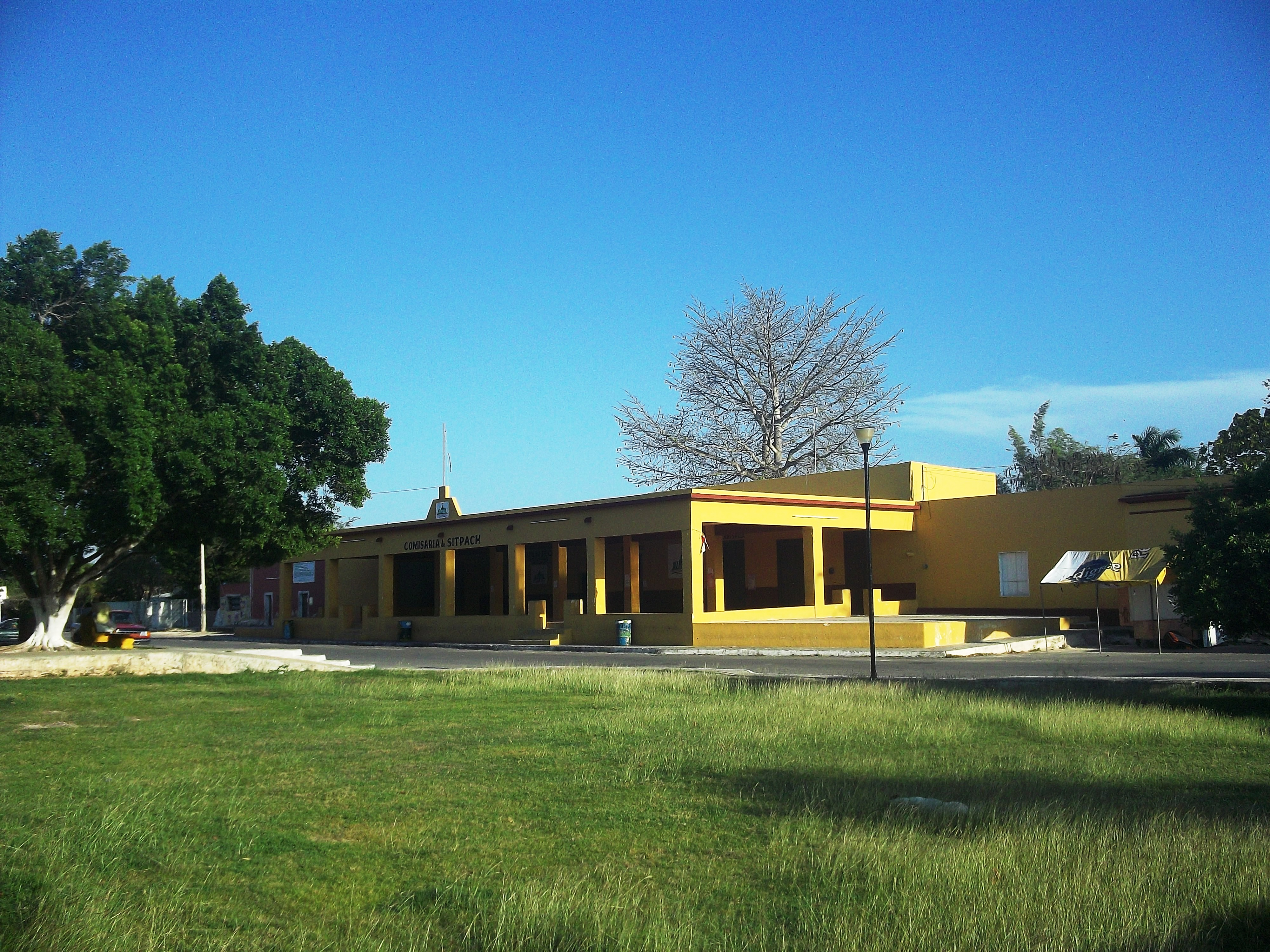
Casa comisarial de Sitpach.
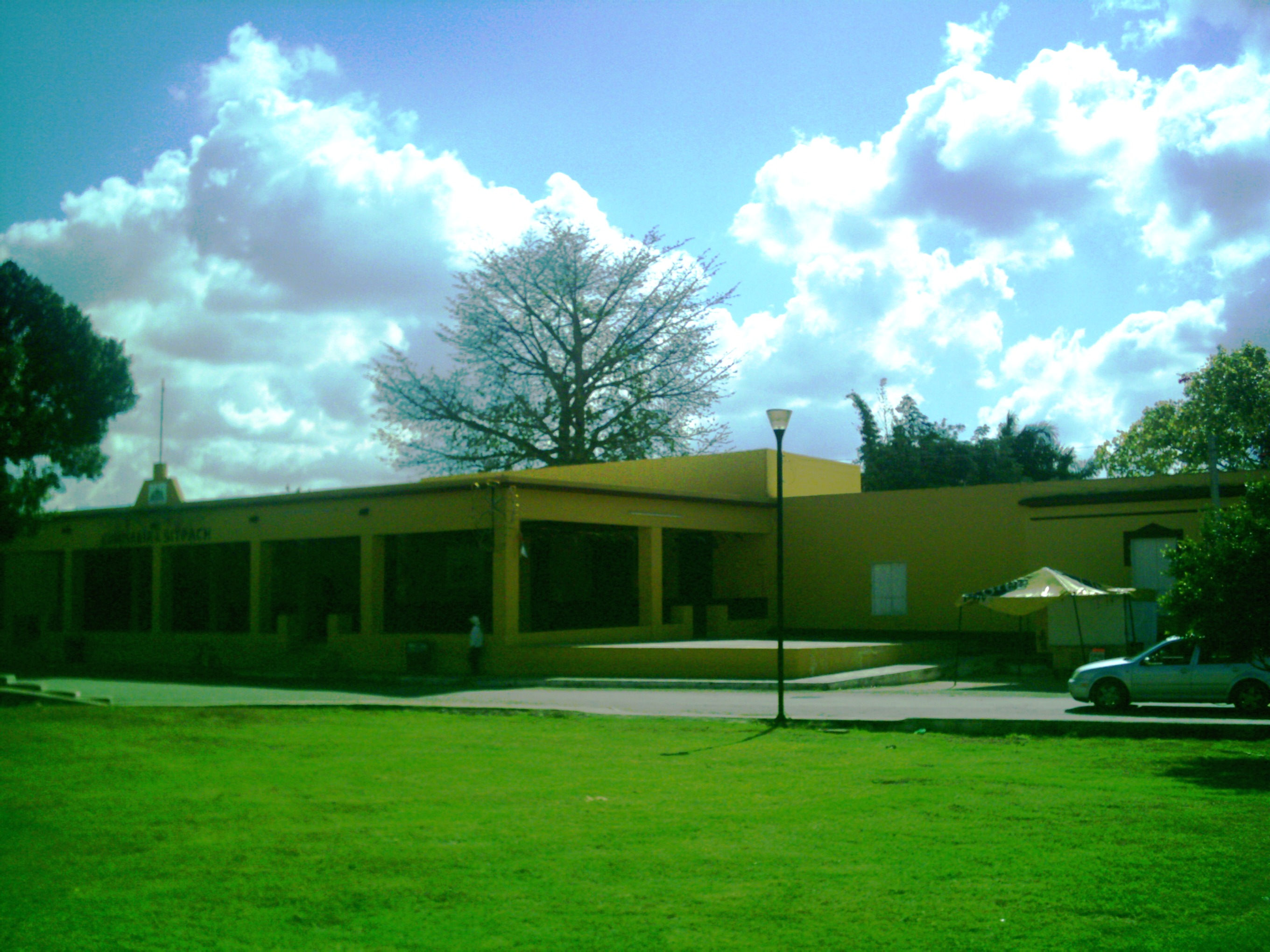
Casa comisarial de Sitpach.
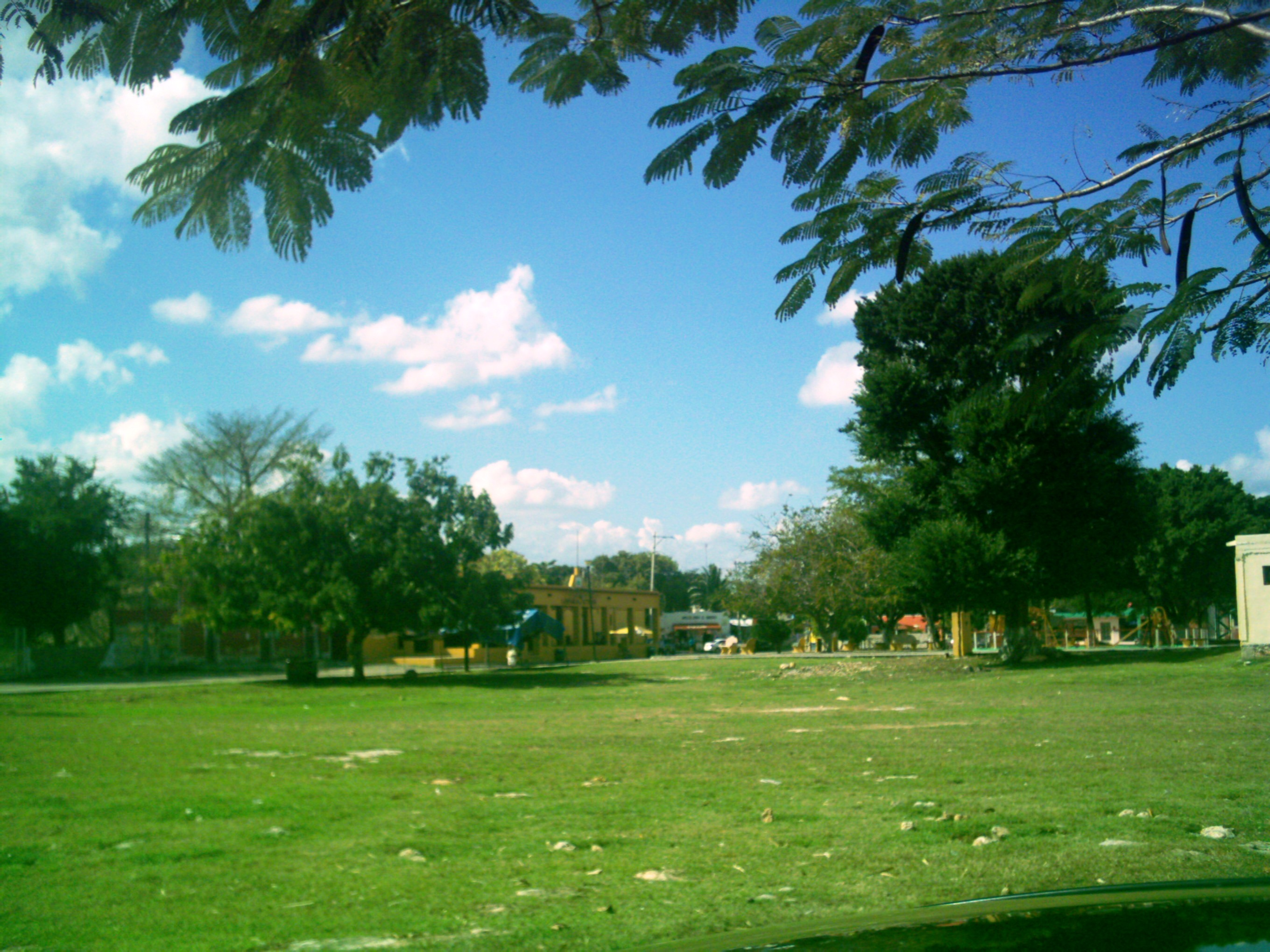
Casa comisarial de Sitpach.
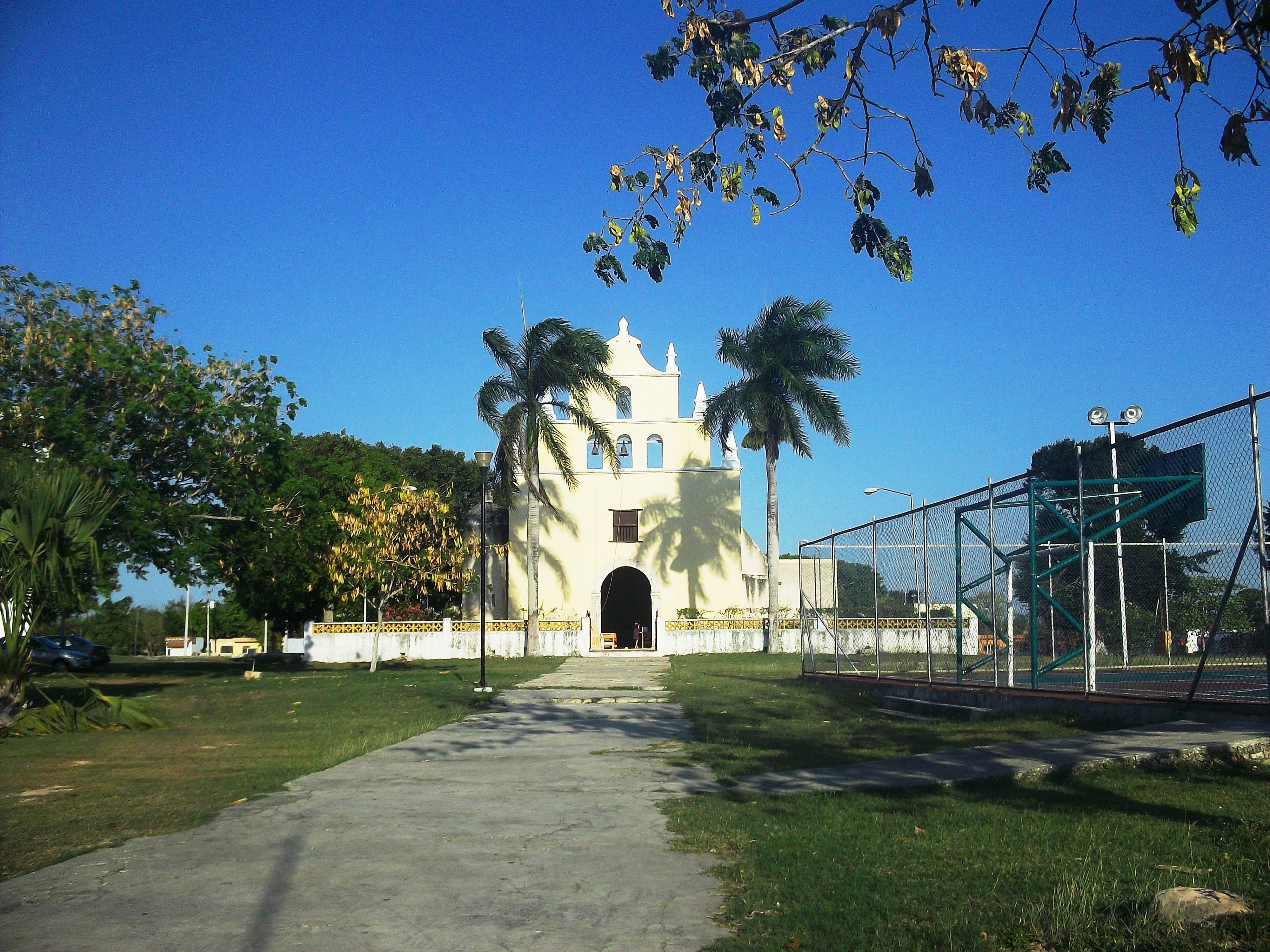
Iglesia principal de Sitpach.
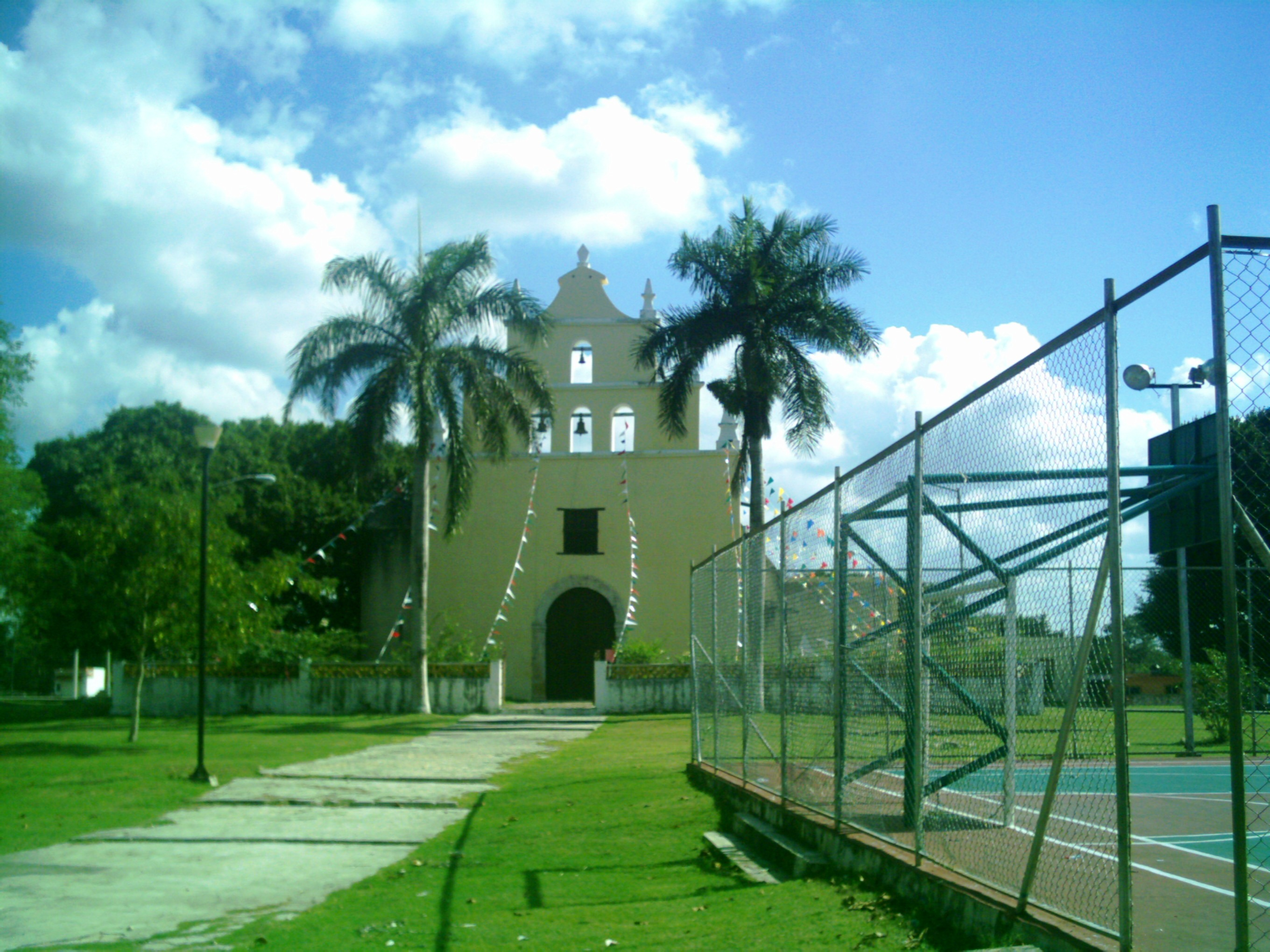
Iglesia principal de Sitpach.
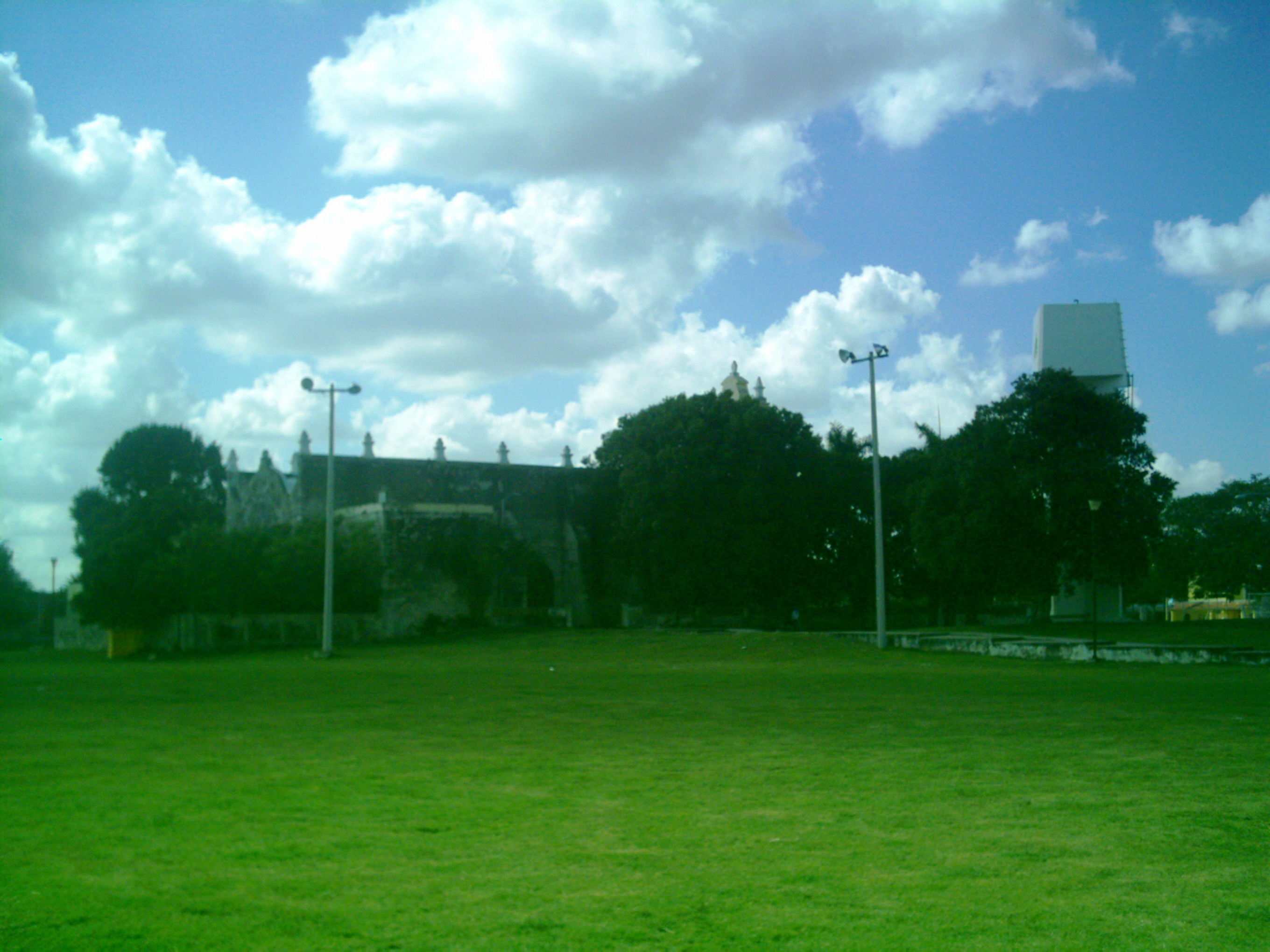
Iglesia principal de Sitpach.
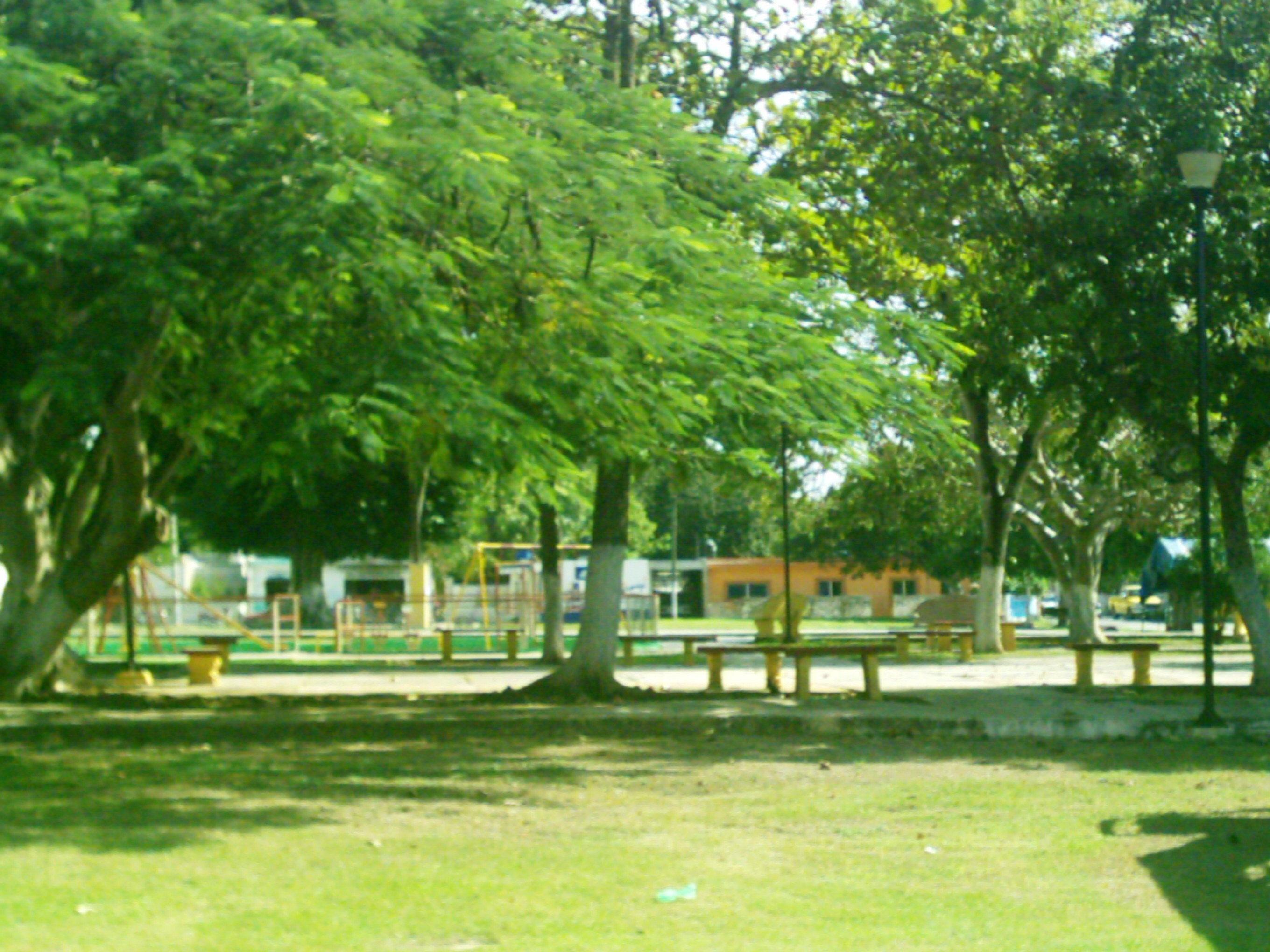
Parque principal de Sitpach.